# Мостове (Бахчисарайський район)
Мостове́ (крим. Mostove) — село в Україні, у Бахчисарайському районі Автономної Республіки Крим. Підпорядковане Залізничненській сільській раді.
Розташоване в центрі району, за шість кілометрів від районного центру. Біля північно-західної околиці села в річку Кача впадає її права притока Чурук-Су.
Вздовж села проходить залізниця Сімферополь — Севастополь.

## Історія
Село виникло в 30-40-ті роки XIX століття як хутір для проживання обслуги графа Миколи Семеновича Мордвинова. Поселення так і називалося — хутір Мордвинова чи садиба Мордвинова. Граф був одним із найбільших кримських землевласників — переважна частина землі та садів у Качинській долині належала йому. Мордвинову також належала Байдарська долина під Севастополем і ділянка землі в Ялті, де його нащадки звели знаменитий палац.
На початку XX століття хутір Мордвинова занепав, люди в ньому не жили, поселення не було на радянських мапах аж до кінця Другої світової війни. Після війни село отримало ім'я Мостове, його почали заселяти, зводити нові будинки, перебудовувати й добудовувати старі.